# Serigne Saliou Dia
Serigne Saliou Dia est un entraîneur de football sénégalais né le 2 novembre 1970 à Mbour.

## Biographie
Serigne Saliou Dia est un entraîneur sénégalais né le 2 novembre 1970 à dans la ville de Mbour. Il est diplômé de la Licence A CAF. 
Nommé sélectionneur de l'équipe nationale olympique en remplacement d'Aliou Cissé, Serigne Saliou Dia a remporté le médaille d'or au Jeux Africains 2015. 
Il a été sélectionneur de l'équipe nationale des moins de 17 ans du Sénégal de 2021 jusqu'en 2024. Serigne Saliou Dia a été sacré champion d'Afrique U17 avec le Sénégal à la coupe d'Afrique U17 2023 en Algérie. Il a dirigé le Sénégal à la coupe du monde U17 2023. 
En février 2024, il est nommé sélectionneur l'équipe nationale des moins de 20 ans du Sénégal en remplacement de Malick Daf partie à ASC Jaraaf.

## Palmarès
Sénégal -23 ans
- Médaille d'or des Jeux Africains de 2015

 Sénégal -17 ans
- Coupe d'Afrique des nations -17 ans :
  - Vainqueur : 2023.